# Ergodicitet
Ergodicitet är ett begrepp inom matematiken, särskilt använt inom den matematiska statistiken och inom dynamiska system.
En stokastisk process sägs vara ergodisk om dess egenskaper, som väntevärde och autokorrelationsfunktion, kan skattas ur en realisering (en serie utfall {\displaystyle x_{n}}) av processen.
{\displaystyle \lim _{N\rightarrow \infty }{\frac {1}{N}}\sum _{n=0}^{N-1}x_{n}=E[X]}
En sexsidig tärning får illustrera en ergodisk process kallad {\displaystyle X}. Väntevärdet för tärningen är:
{\displaystyle E[X]=\sum _{n=1}^{6}n\cdot P(X=n)=1\cdot {\frac {1}{6}}+2\cdot {\frac {1}{6}}+\ldots +6\cdot {\frac {1}{6}}=3,5}
Om man kastar tärningen ett antal gånger så kommer medelvärdet av utfallen att närma sig väntevärdet – ju fler kast, desto närmare och stabilare.
Ett exempel på en stokastisk process {\displaystyle Y} som inte är ergodisk är en vars värde är konstant lika med ett utfall {\displaystyle z} av en stokastisk variabel {\displaystyle Z}. Väntevärdet för {\displaystyle Y} är detsamma som väntevärdet för {\displaystyle Z}, {\displaystyle E[Z]}, men medelvärdet för en serie utfall av {\displaystyle Y} är lika med {\displaystyle z}, som inte behöver vara lika med {\displaystyle E[Z]}.
Ett dynamiskt system {\displaystyle f\colon X\rightarrow X}, försett med ett invariant mått {\displaystyle \mu }, det vill säga ett mått sådant att {\displaystyle \mu (E)=\mu (f^{-1}(E))} gäller för varje mätbar mängd {\displaystyle E}, kallas ergodiskt med avseende på {\displaystyle \mu } om det för varje mätbar mängd {\displaystyle E} sådan att {\displaystyle E=f^{-1}(E)}, gäller att {\displaystyle \mu (E)=0} eller {\displaystyle \mu (X\setminus E)=0}. Studiet av dynamiska system med invarianta mått, benämns ergodteori.